# Osiecza Pierwsza
Osiecza Pierwsza – wieś w Polsce położona w województwie wielkopolskim, w powiecie konińskim, w gminie Rzgów. Ok. 700 mieszkańców.
W latach 1975–1998 miejscowość administracyjnie należała do województwa konińskiego.
W pobliżu miejscowości znajduje się Miejsce Obsługi Podróżnych Osiecza) dla jadących autostradą A2 w kierunku Poznania i Warszawy. Miejscowość położona jest nad rzeką Wartą i zawiera się w Nadwarciańskim Parku Krajobrazowym. W miejscowości działa kilka organizacji społecznych m.in. Klub Sportowy LZS Orzeł Osiecza, Koło Gospodyń Wiejskich "Osieczanki" oraz Ochotnicza Straż Pożarna.
Sołectwo Osiecza  położone jest w centralnej części Gminy Rzgów na powierzchni 527,88 ha. 83% tego obszaru (389,31 ha) stanowią grunty użytkowane rolniczo, w tym grunty orne 134 ha  i użytki zielone 147 ha. W większości są to gleby  V i VI klasy. Ponadto 6% powierzchni sołectwa (30 ha) to lasy, a pozostała część to tereny różne, tj. tereny osiedlowe, tereny pod drogami, wodami i inne.

## Historia
Miejscowość pod zlatynizowaną nazwą Osecha wymieniona jest w łacińskim dokumencie wydanym w Gnieźnie w 1283 roku sygnowanym przez króla polskiego Przemysła II.